# Iquiracetima brachialis
Iquiracetima brachialis là một loài bọ cánh cứng trong họ Cerambycidae.